# 上海電気
上海電気グループ株式会社（中国語: 上海電氣集團股份有限公司)，中国の上海市徐匯区に本社を置く電気機器製造グループ。